# Episodi di Frasier (quinta stagione)
La quinta stagione della sitcom Frasier è stata trasmessa in prima visione negli Stati Uniti d'America da NBC dal 23 settembre 1997 al 19 maggio 1998. In Italia è andata in onda in prima visione assoluta sul Italia 1, venendo interrotta dopo la messa in onda del primo episodio (7 febbraio 2002). Dal 9 marzo 2002, al 14 aprile 2002 sono andati in onda i restanti 23 episodi su LA7, senza rispettare l'ordine di produzione..
| nº | Titolo originale                  | Titolo italiano              | Prima TV USA      | Prima TV Italia |
| -- | --------------------------------- | ---------------------------- | ----------------- | --------------- |
| 1  | Frasier's Imaginary Friend (2)    | L'amica immaginaria          | 23 settembre 1997 | 7 febbraio 2002 |
| 2  | The Gift Horse                    | Un regalo insuperabile       | 30 settembre 1997 | 9 marzo 2002    |
| 3  | Halloween (1)                     | Halloween                    | 28 ottobre 1997   | 15 marzo 2002   |
| 4  | The Kid (2)                       | Il bambino                   | 4 novembre 1997   | 4 marzo 2002    |
| 5  | The 1000th Show                   | La millesima messa in onda   | 11 novembre 1997  | 13 marzo 2002   |
| 6  | Voyage of the Damned              | Viaggio tra i dannati        | 18 novembre 1997  | 14 marzo 2002   |
| 7  | My Fair Frasier                   | Scambio di ruoli             | 25 novembre 1997  | 12 marzo 2002   |
| 8  | Desperately Seeking Closure       | Fine di un amore             | 9 dicembre 1997   | 9 marzo 2002    |
| 9  | Perspectives on Christmas         | Prospettive natalizie        | 16 dicembre 1997  | 7 marzo 2002    |
| 10 | Where Every Bloke Knows Your Name | Una serata diversa           | 6 gennaio 1998    | 7 marzo 2002    |
| 11 | Ain't Nobody's Business If "I Do" | Affari privati               | 13 gennaio 1998   | 11 marzo 2002   |
| 12 | The Zoo Story                     | Il nuovo agente              | 20 gennaio 1998   | 8 marzo 2002    |
| 13 | The Maris Counselor               | Insuccessi d'amore           | 3 febbraio 1998   | 12 marzo 2002   |
| 14 | The Ski Lodge                     | La baita in montagna         | 24 febbraio 1998  | 15 marzo 2002   |
| 15 | Room Service                      | Servizio in camera           | 3 marzo 1998      | 14 marzo 2002   |
| 16 | Beware of Greeks                  | Il consiglio della discordia | 17 marzo 1998     | 13 marzo 2002   |
| 17 | The Perfect Guy                   | Il ragazzo perfetto          | 24 marzo 1998     | 5 marzo 2002    |
| 18 | Bad Dog                           | Senza coscienza              | 7 aprile 1998     | 10 marzo 2002   |
| 19 | Frasier Gotta Have It             | Sulla stessa frequenza       | 21 aprile 1998    | 6 aprile 2004   |
| 20 | First Date                        | Il primo appuntamento        | 28 aprile 1998    | 7 aprile 2004   |
| 21 | Roz and the Schnoz                | Eredità imbarazzante         | 5 maggio 1998     | 13 aprile 2004  |
| 22 | The Life of the Party             | L'anima della festa          | 12 maggio 1998    | 31 marzo 2002   |
| 23 | Party, Party                      | Festa a sorpresa             | 19 maggio 1998    | 30 marzo 2002   |
| 24 | Sweet Dreams                      | L'uomo di un tempo           | 19 maggio 1998    | 14 aprile 2002  |